# منتخب مالطا لكرة القدم
منتخب مالطا لكرة القدم (بالمالطية: Tim nazzjonali tal-futbol ta' Malta)‏ هو المنتخب الوطني لكرة القدم في مالطا ويديره اتحاد مالطا لكرة القدم. لعبت مالطا أول مباراة دولية في فبراير 1957 وقد بدأت التنافس في تصفيات كأس الأمم الأوروبية 1962. لم يسبق للمنتخب المالطي التأهل إلى كأس العالم أو بطولة أوروبا.

الشعار حتى 2022

## تاريخ
أول مباراة دولية لمنتخب مالطا كانت يوم 24 فبراير 1957 على ملعب الإمبراطورية أمام النمسا حيث خسرت 2–3. وقد كانت هذه المباراة جدا تاريخية بالنسبة لمالطا. انضم الاتحاد المالطي لكرة القدم للفيفا عام 1959 واليويفا بعد عام. تعتبر مالطا في الوقت الحاضر من أكثر المنتخبات تواضعا في سجلها الكروي حيث دائما ما تكون في المراكز الأخيرة  في التصفيات المؤهلة سواء كأس العالم أو كأس أمم أوروبا.

## وصلات خارجية
- قائمة بيانات المنتخب من الموقع الرسمي للفيفا باللغة العربية